# Benešov nad Ploučnicí
Benešov nad Ploučnicí es una localidad del distrito de Děčín en la región de Ústí nad Labem, República Checa, con una población estimada a principio del año 2018 de 3757 habitantes. 
Se encuentra ubicada al noreste de la región, enn.